# Историја Совјетског Савеза (1953—1964)
У СССР-у, током једанаестогодишњег периода од смрти Јосифа Стаљина (1953) до политичког свргавања Никите Хрушчова (1964), националном политиком доминирала тема Хладног рата, укључујући борбу САД и СССР -а за глобално ширење. Од средине 1950-их, упркос томе што се Комунистичка партија Совјетског Савеза (ЦПСУ) одрекла стаљинизма, политичка култура стаљинизма — веома моћног генералног секретара КПСС — остала је мало промењена, иако је ослабила.

## Политика

### Стаљиново непосредно наслеђе
Након Стаљинове смрти у марту 1953. године, наследили су га Никита Хрушчов на месту првог секретара Централног комитета Комунистичке партије Совјетског Савеза (КПСС) и Георгиј Маленков на месту премијера Совјетског Савеза. Међутим, централна личност у периоду непосредно након Стаљина био је бивши шеф апарата државне безбедности Лаврентиј Берија.
Стаљин је оставио Совјетски Савез у незавидном стању када је умро. Најмање 2,5 милиона људи је било у затворима и радним логорима, наука и уметност су били потчињени социјалистичком реализму, а пољопривредна продуктивност у целини била је оскудна. Земља је имала само једну четвртину сточног фонда који је имала 1928. године, а у неким областима је било мање животиња него што је било на почетку Првог светског рата. Приватне парцеле су доприносиле ка најмање три четвртине производње меса, млечних производа и производа. Животни стандард је био низак, а роба широке потрошње оскудна. Москва је такође била изузетно изолована и без пријатеља на међународној сцени; Источна Европа, искључујући Југославију, била је држана под совјетским јармом војном окупацијом и убрзо након Стаљинове смрти, протести и побуне ће избити у неким земљама источног блока . Кина је одала почаст преминулом совјетском лидеру, али је имала низ љутњи које су убрзо прокључале. Сједињене Америчке Државе су имале војне базе и нуклеарно опремљене бомбардере који су окруживали Совјетски Савез са три стране, а амерички авиони су редовно надлетали совјетску територију у извиђачким мисијама и да би спустили агенте. Иако су совјетске власти обориле многе од ових авиона и ухватиле већину агената који су пали на њихово тло, психолошки ефекат је био огроман.
Амерички страхови од совјетских војних и посебно нуклеарних способности били су јаки и јако преувеличани; Једини тешки бомбардер у Москви, Ту-4, био је директан клон Б-29 и није имао начина да стигне до САД-а осим у једносмерној самоубилачкој мисији, а совјетски нуклеарни арсенал је садржао само неколико оружја.

### Беријин први мандат заменика премијера
Лаврентиј Берија је, упркос свом досијеу као део Стаљинове терористичке државе, започео период релативне либерализације, укључујући ослобађање неких политичких затвореника. Готово чим је Стаљин сахрањен, Берија је наредио да се жена Вјачеслава Молотова ослободи затвора и лично је предао совјетском министру иностраних послова. Такође је упутио Министарство унутрашњих послова (МВД) да преиспита заверу лекара и друге "лажне" случајеве. Берија је затим предложио да се МВД-у одузме нека од његових економских средстава и да се контрола над њима пренесе на друга министарства, након чега је уследио предлог да се престане са коришћењем принудног рада на грађевинским пројектима. Затим је најавио да ће 1,1 милион неполитичких затвореника бити ослобођено из заточеништва, да Министарство правде треба да преузме контролу над радним логорима од МВД-а и да је завера лекара лажна. На крају је наредио да се обустави физичко и психичко злостављање затвореника. Берија је такође прогласио прекид присилне русификације совјетских република; Сам Берија је био не-Рус.
Руководство је такође почело да дозвољава неке критике на рачун Стаљина, рекавши да је његова диктатура једног човека противна принципима које је поставио Владимир Лењин. Ратна хистерија која је карактерисала његове последње године је ублажена, а владиним бирократама и директорима фабрика наређено је да носе цивилну одећу уместо одеће у војном стилу. Естонија, Летонија и Литванија су добиле озбиљне изгледе за националну аутономију, вероватно слично другим совјетским сателитским државама у Европи.

### Колективно руководство
Једно време након смене Берије, Георги Маленков је био најважнија личност у Политбироу. Маленков је био уметнички настројен човек који се удварао интелектуалцима и уметницима, није имао много користи од крвопролића или државног терора. Позвао је на већу подршку приватних пољопривредних парцела и ослобађање уметности од крутог социјалистичког реализма, а критиковао је и псеудонауку биолога Трофима Лисенка . У говору из новембра 1953. године, Маленков је осудио корупцију у разним владиним агенцијама. Такође је преиспитао совјетске погледе на спољни свет и односе са Западом, тврдећи да не постоје спорови са Сједињеним Државама и њеним савезницима који се не могу решити мирним путем и да ће нуклеарни рат са Западом једноставно довести до уништења свих укључене стране.

### Сукоб унутар колективног руководства
Током периода колективног руковођења, Хрушчов се постепено попео на власт, док је моћ Маленкова опадала. Маленков је критикован због својих предлога економских реформи и жеље да смањи директно учешће КПСС у свакодневном вођењу државе. Молотов је своје упозорење да ће нуклеарни рат окончати читаву цивилизацију назвао „бесмислицом“, јер је, према Карлу Марксу, колапс капитализма био историјска неизбежност. Хрушчов је оптужио Маленкова да подржава Беријин план да напусти Источну Немачку и да је „капитулациониста, социјалдемократа и мењшевик“.

### Дестаљинизација
Утицај 20. конгреса на совјетску политику био је огроман. Хрушчовљев говор лишио је легитимитет његових преосталих стаљинистичких ривала, драматично повећавши његову моћ у СССР. После тога, Хрушчов је ублажио ограничења и ослободио преко милион затвореника из Гулага, остављајући око 1,5 милиона затвореника да живе у полуреформисаном затворском систему (иако је талас контрареформе уследио 1960-их). Комунисти широм света били су шокирани и збуњени његовом осудом Стаљина, а говор је изазвао револуцију у ставовима људи широм Совјетског Савеза и Источне Европе. То је био једини фактор у разбијању мешавине страха, фанатизма, наивности и 'двоумљења' којом су сви... реаговали на комунистичку владавину.“
Као део дестаљинизације, Хрушчов је кренуо у процес преименовања бројних градова, градова, фабрика, природних обележја и холкоза широм земље названих у част Стаљина и његових помоћника, а пре свега Стаљинград, место велике битке у Другом светском рату, преименован је у Волгоград 1961. године.
Током година свог вођства, Хрушчов је отпочео покушаје реформи у низу области.